# The Very Best of, vol. II
The Very Best of, vol II – druga składanka zespołu Bajm, wydana w 1993 przez wytwórnię Intersonus. Na płycie znalazły się przeboje głównie z lat 80. Znajduje się tu też utwór "Rano" nieopublikowany wcześniej na jakimkolwiek wydawnictwie zespołu. Obecnie album jest ciężko dostępny w sprzedaży.

## Lista utworów
1. „Rano” – 2:42
2. „Po prostu stało się” – 3:30
3. „Co mi Panie dasz” – 3:38
4. „Prorocy świata” – 3:34
5. „Józek, nie daruje ci tej nocy” – 5:14
6. „Dwa serca, dwa smutki” – 5:00
7. „Martwa woda” – 5:45
8. „Męski świat” – 4:48
9. „Ja” – 4:10
10. „Jezioro szczęścia” – 4:17
11. „Żywe cienie” – 4:20
12. „Miłość i ja” – 5:10